# Вільям Нанн Ліпском
Вільям Нанн Ліпском (англ. William Nunn Lipscomb, Jr.; 9 грудня 1919, Клівленд, штат Огайо — 14 квітня 2011, Кембридж — американський хімік.

## Біографія
Навчався в університеті Кентуккі і Каліфорнійському технологічному інституті. Професор університету штату Міннесота (1950 -59), Гарвардського університету (1959—1971). Президент Американського суспільства кристалографів (1955); член Національної АН США і Американської академії мистецтв і наук.

## Основні роботи
Основні праці в галузі хімії гідридів бору. Розробив теорію трьохцентрових зв'язків у застосуванні до гідридів і топологічну теорію, що дозволяє передбачати будову ще не відкритих гідридів бору.

## Нобелівська премія
- Нобелівська премія з хімії (1976).